# Джон Френк Аллен
Джон Френк Аллен (англ. John Frank Allen, відомий як Джек Аллен (ісп. Jack Allen); 5 травня 1908, Вінніпег, Манітоба, Канада — 22 квітня 2001, Елі, Файф, Шотландія) — канадський фізик, фахівець у галузі фізики низьких температур, один з трьох відкривачів явища надплинності.

## Біографія

### Ранні роки
Джон Френк Аллен був другим із трьох дітей Френка та Сари Естель (уродженої Гарпер) Аллен, уродженців Нью-Брансвіку. Його родина походила від йоркширських дисидентів, які емігрували до Бостона та Філадельфії, які в 1776 році переселилися до Нью-Брансвіка.
Батько був фізиком зі ступенем доктора філософії Корнелльського університету та одним із перших шести професорів у створеному в 1904 році Манітобському університеті. Мати померла, коли Джеку було сім років, після чого батько поступово захопився релігією та став методистським проповідником.
Навчаючись в різних місцевих школах, Джек останні два роки отримував середню освіту у Вищій технічній школі Кельвіна. Там він вивчав англійську, французьку, латинську мову, математику, фізику, хімію, малювання, креслення, механічну обробку дерева та металу, останнє включало кування. Ця освіта допомогла йому розробити апарат, який знадобиться йому в його майбутніх дослідженнях.

### Студентські роки
У 1924 році він вступив до Манітобського університету, закінчивши його з відзнакою в 1928 році, після чого його батько знайшов фінансування у дослідницькому фонді, щоб Джек зміг провести дослідження в галузі фізіологічного сенсорного рефлексу та відповіді на стимули та втому в області зору та слуху.
Восени 1929 року Джек отримав стипендію Канадської національної дослідницької ради на навчання в аспірантурі фізичного факультету Торонтського університету. Його науковим керівником був Джон Каннінгем Макленнан — професор фізики та керівник кафедри, один з провідних фізиків Канади того часу, який у 1898—1899 рр. навчався у Джозефа Джона Томсона в Кавендіській лабораторії в Кембриджі. Макленнан проводив дослідження в галузі радіоактивності, спектроскопії та фізики низьких температур. Джек для своєї докторської програми обрав фізику низьких температур, про яку на той час нічого не знав.
Перший експеримент Джека, запропонований Макленнаном, полягав у перевірці надпровідності рутенію, який дав позитивний результат. Однак незабаром Мейснер і Фогт (1930) повторили експеримент і не виявили надпровідності. Джеку знадобився рік, щоб виявити, що його рутеній був сильно забруднений вольфрамом і вуглецем. Надпровідником виявився карбід вольфраму, хоча самі ні вольфрам, ні вуглець такими не є. Він продовжував перевіряти надпровідність інших металевих сполук і сплавів, включаючи різні суміші свинцю (Pb) з бісмутом (Bi), стибієм (Sb) і арсеном (As).
Удосконалюючі обладнання для досліджень у галузі фізики низьких температур, Джек побудував спеціальний кріостат постійного струму, який дозволив Макленнану на доповіді в Королівському інституті в Лондоні вперше у Британії продемонструвати рідкий гелій і надпровідність в червні 1932 року.

### Наукова діяльність у довоєнний час
Джек захистив докторську дисертацію в 1933 році і в тому ж році отримав дворічну стипендію Національної дослідницької ради США (NRC). Він сподівався, що стипендія NRC дасть йому змогу навчатися в Кембриджі у Петра Капіци, який відповів згодою. Однак NRC вимагав, щоб проходила проходила в США, тож Джек пішов до Каліфорнійського технологічного інституту. Час, проведений ним у Пасадені, дав молодому вченому зустрітися з багатьма провідними фізиками того часу — Теодором фон Карманом, Робертом Оппенгеймером, Лінусом Полінгом та багатьма іншими.
У 1934 році Капіца завершив будівництво свого зріджувача гелію, якраз перед відкриттям у Кембриджі лабораторії Монда для дослідження сильного магнітного поля та низьких температур. Капіца поїхав до СРСР на літо, але як тільки він прибув, йому повідомили, що йому не дозволять повернутися до Кембриджа. Значним стимулом для Капіци залишитися в СРСР стало створення в Москві нового Центру фізики низьких температур, який згодом перетворився на Інститут фізичних проблем.
У 1935 році, після двох років у Каліфорнійському технологічному інституті, Джек написав Ернесту Резерфорду листа із проханням відвідати Кавендіську лабораторію. У відповідь Резерфорд пояснив, що він не має змоги запропонувати Аллену роботу, але він буде радий, щоб той приїхав з можливістю заробити гроші демонстраціями. Коли стало очевидно, що Капіца не повернеться, Джон Кокрофт був призначений керівником лабораторії Монда. У грудні 1935 року Королівське товариство, яке фінансувало професорську посаду Капіци, погодилося розділити її навпіл: одна половина фінансувала Аллена як експериментатора, а друга — Рудольфа Паєрлса, біженця від нацистського гноблення, як теоретика.
Хоча Кокрофт формально очолював лабораторію Монда, Резерфорд попросив Джека керувати дослідницькою діяльністю Монда. Провівши спільно з Едвардом Шайром низку експериментів, вони сиали першими, хто дослідив проблему спін-ґраткової релаксації.
Згодом Кокрофт попросив Аллена допомогти індійському студенту-досліднику М. Закі-Уддіну вирішити проблему високої теплопровідності гелію. Лейденська група повідомила, що коли температура ванни падає нижче Tλ, провідність стає занадто великою для вимірювання. Раніше, у 1930 році, Кеєзом і ван дер Енде випадково помітили, що рідкий гелій надзвичайно легко проходить через дуже малі витоки. Це спостереження вказувало на величезне падіння в'язкості, коли температура гелію була нижче Лямбда-точки.
У 1936 році до Аллена приєднався Дон Майзнер — аспірант Торонтського університету, який отримав стипендію. Майзнер уже брав участь у дослідженні в'язкості рідкого гелію при зсуві трохи нижче температури переходу, використовуючи час загасання крутильних коливань обертового циліндра, зануреного в рідкий гелій.
У 1937 році Джек і його колеги провели піонерські дослідження теплопровідності гелію в тонких скляних капілярах. Швидкість теплопередачі виявилася дійсно дуже великою і не була пропорційною застосованому градієнту температури. Пізніше того ж року Аллен і Майзнер виміряли в'язкість гелію в тонких скляних капілярах і виявили, що вона повністю зникла, встановивши явище надплинності.
Тим часом, незалежно від них Капіца проводив подібний напрямок досліджень у Москві. Початкова гіпотеза Капіци полягала в тому, що перенос тепла може бути пов'язаний з конвекцією, і в цьому випадку в'язкість буде надзвичайно низькою. Щоб виміряти ефект, потік рідини повинен проходити вздовж дуже тонких каналів або між двома оптично плоскими поверхнями, розділеними на 1 мкм або менше. Було виявлено, що в'язкість на багато порядків менша, ніж очікувалося; лише верхня межа отримана для коефіцієнта в'язкості, що узгоджується з результатами Аллена. Статті Аллена і Майзнера та Капіци з'явилися одночасно в Nature в січні 1938. Незважаючи на незалежне відкриття приблизно в той самий час, Нобелівська премія за надплинність була присуджена лише Капиці в 1978 році.
У наступному місяці, лютому 1938 року, Джек і Гаррі Джонс опублікували свої спостереження ефекту фонтанування рідкого гелію. Разом з Джеймсом Рікі він продемонстрував, що потік імпульсу надплинної рідини мав протилежний напрям до теплового потоку.
Протягом цього періоду Аллен листувався з Паєрлсом, Ласло Тіссою — чий опис двох рідин передував повнішому аналізу Лева Ландау та Арі Біджл щодо інтерпретації цих результатів. Тепер відомо, що ефект демонструє, що гелій поводиться так, ніби він є сумішшю надплинного та ненадплинного гелію, підкоряючись рівнянням двох рідин, запропонованим Ландау (1941). У той час Джек дотримувався альтернативної точки зору, згідно з якою існували два різні рухи в рідині: один пов'язаний із шаром, який покривав усі тверді поверхні та міг рухатися швидко без в'язкості, а інший відбувався в об'ємі рідини далеко від стінок.
У наступні роки Аллен жалів, що, хоча він вимірював швидкість теплових імпульсів у гелії, він упустив можливість виміряти швидкість «теплових хвиль», які пізніше стали відомі як другий звук в рідкому гелії та які Тісса передбачив на основі своєї дворідинної моделі та запропонував Джеку в листі від 27 травня 1939 року.

### Ущільнювальні кільця
У 1937 році постало питання про якнайшвидше підключення рідкого гелію в кріостаті до великої насосної лінії. Муфта складалася з двох-трьох дюймових внутрішніх камер старих велосипедних шин, стягнутих скрученим мідним дротом 16 або 18 калібру або, у випадку з плоскими фланцями, з великим використанням пластиліну та масла. Цей трудомісткий процес дозволив вивести цінний газ гелій.
Аллена придумав, що дві ідеально гладкі паралельні пластини, розділені ідеально гладким круглим кільцем точно круглого поперечного перерізу, повинні становити ідеальне вакуумне ущільнення. Кільце має бути з неопрену, щоб надавати трохи пружності. Він зателефонував компанії George Angus & Company з Ньюкасла, яка виготовляла пломби всіх форм і розмірів для нафтової та хімічної промисловості. Вони заявили, що кільця точно круглого поперечного перерізу можна легко виготовити будь-якого бажаного розміру. Через тиждень чи два кільця прибули й працювали ідеально з першого разу. Він не патентував їх, тому що вважав, що потенційних користувачів буде небагато, але помилився — тепер у кожній лабораторії світу їх сотні.
Коли він переїхав до Сент-Ендрюса, йому знадобилися непаяні знімні низькотемпературні ущільнення типу кільцевих ущільнювачів. Він перебрав усі метали періодичної таблиці, доки не дійшов до індію — надпровідника, який він вивчав 20 років тому. Індій мав відповідні механічні властивості, такі як достатня м'якість для різання ножем. Для повторного використання його просто плавлять у злиток і екструдують у дріт будь-якого бажаного розміру.
Найвідомішим є те, що ущільнювальні кільця використовувалися як ущільнювачі для палива космічного човника «Челленджер», який вийшов з ладу, оскільки низька температура на місці запуску на мисі Канаверал зробила кільця крихкими, що продемонстрував Річард Фейнман під час розслідування катастрофи. Джек написав Пітеру Мейсону з Лабораторії реактивного руху в США про ущільнювальні кільця, вказавши, що кільця малого поперечного перерізу не підходять для ракетного прискорювача діаметром 17 футів.

### Роки війни
З початком Другої світової війни, як і більшість дослідників Кавендіша, Аллен був призначений на військову роботу. Його перший проєкт стосувався забезпечення киснем екіпажів високолітаючих бомбардувальників.
Основний внесок Аллена був пов'язаний з фізикою неконтактних запалів для зенітних снарядів. Просте прицілювання снарядом у літак противника має дуже низьку ймовірність успіху, але якщо снаряд вибухне поблизу цілі, цього буде достатньо, щоб знищити літак. Для цього був винайдений електронний запобіжник із змінним часом, який визначає, коли запалювати запобіжник після виходу із сопла гармати.
Внесок Аллена стосувався також вимірювання величезних прискорень, пов'язаних із пострілом снарядів, як в осьовому, так і в поперечному напрямках.
Навесні 1942 року Мерл Туве, керівник американської програми безконтактних запалів, відвідав Джека протягом трьох тижнів, щоб навчитися монтувати скляні вакуумні трубки з гарячою ниткою в носові конуси снарядів, які б витримували величезні прискорення під час пострілу. Аллена добре знав про сили, які повинні витримувати радіолампи. Ця інформація була критично важливою для успішного створення радіолокаційних безконтактних запалів як у програмах США, так і Великобританії під час Другої світової війни. Ці запали дозволили американським військам протистояти японським бомбардувальникам-камікадзе та швидко виграти битву за Тихий океан, а британським артилеристам вивести з ладу німецькі літаючі бомби V-1.

### Післявоєнні роки та університет Сент-Ендрюс
Після війни Аллен повернувся до Кавендіської лабораторії. Тепер він був штатним викладачем і головою групи фізики низьких температур у лабораторії Монда, яка формально була незалежною від Кавендіша. У 1947 році йому запропонували кафедру природничої філософії в Університеті Сент-Ендрюса.
Після війни Кавендіська лабораторія надзвичайно розширилася, і Лоуренс Брегг, Кавендіський професор, реорганізував її керівництво в ряд дослідницьких груп під загальним центральним керівництвом. Лабораторія Монда стала однією з багатьох груп Кавендіша. Це не дуже сподобалося Аллену, який звик до незалежності. Ці зміни переконали його, що він повинен прийняти пропозицію Сент-Ендрюса.

### Професор натурфілософії
Прийшовши у 1947 році на фізичний факультет Сент-Ендрюса, Аллен почав докладати значних зусиль на перетворення його на першокласний факультет. Коли він почав свій перший термін на посаді декана в 1953 році, кількість абітурієнтів у галузі науки та техніки неухильно та швидко падала. Він повернув назад це падіння, змінивши процедури вступу. Він також створив факультет прикладних наук у королівському коледжі Данді.
Йому вдалося добитися будівництва значно покращених наукових установ у Сент-Ендрюсі. Планування та будівництво нового факультету фізики тривали в 1963 році до повного завершення в 1966 році. У 1967 році Королівський коледж відокремився від Сент-Ендрюса і став Університетом Данді.

### Наукова діяльність в Сент-Ендрюсі
Коли Аллен прибув до Сент-Ендрюса в 1947 році, він почав створювати дослідницькі групи, які пережили б його перебування на посаді. Перед прибуттям у Сент-Ендрюс він здійснив тур по Північній Америці та відвідав гарвардську групу Едварда Перселла, який щойно спостерігав сигнали ядерного магнітного резонансу (ЯМР) у масових матеріалах. Аллен вважав це важливою новою науковою сферою, і його першими призначеннями в Сент-Ендрюсі були Едвард Дантер і студент-дослідник А. Рашворт. Вони отримали свій перший сигнал ЯМР у січні 1948 року. Інші перші напрямки досліджень включали відбивну здатність металів при низьких температурах, сегнетоелектрику та мазери. До 1960-х років у Сент-Ендрюсі діяли активні групи в галузі ядерного магнітного резонансу, електронного спінового резонансу (ЕСР), рентгенівських променів, лазерів і теоретичної фізики.
Також Аллен зі своїми студентами продовжував дослідження надплинного потоку через рухливу плівку та дуже вузькі канали, руху негативних іонів, а також проміжного та змішаного стану надпровідників. Давній інтерес Аллена полягав у тому, щоб зрозуміти походження механізму дисипації у вузьких каналах і плівках, де звичайна фракція рідини була іммобілізована підкладкою, а майже весь потік складався з надплинної фракції.
З 1960-х років і до його виходу на пенсію в 1978 році група Аллена розробляла дедалі точніші способи контролю та вимірювання потоку та розширення температурного діапазону.
Джек також зберіг інтерес до надпровідності. Його група успішно врахувала повернення опору дроту, що переносить струм, вищий за критичний, шляхом моделювання структур проміжного стану нормальної та надпровідної областей у дротах. Дослідження структури проміжного стану надпровідників I роду проводилися в період з 1965 по 1975 роки.
У 1958 році Джек прочитав у газеті, що будується великий трубопровід із Техасу в Детройт і Чикаго для транспортування метану для електроенергії та побутових потреб. Газ містив 2 % гелію. Він зв'язався з Джоном Бардіном з Університету Іллінойсу та Яном де Буром з Амстердама, які погодилися попросити уряд США заплатити газовим компаніям за встановлення установок для розділення газу для економії гелію. Вони пояснили, що нездатність зберегти гелій може мати серйозні наслідки, оскільки газові свердловини, які тоді постачали гелій для наукового та промислового використання, знаходилися в Східній Європі і, як очікувалося, закінчаться приблизно до 1980 року.
Лобіювання було успішним, і до 1960 року в Амарилло вже працювали заводи зі зрідження газу, які відокремлювали гелій від метану та приблизно 10 % азоту, який також містився в газі. До 1970 року вони заощадили близько трьох мільйонів кубічних футів гелію та закачали його назад у порожні газові свердловини. Загалом на проєкт було витрачено 325 000 000 доларів, коли він закінчився, тому що в газових свердловинах в Аризоні та Колорадо було виявлено аж 6 % гелію, що знизило ціну Техасу.

### Організаційна діяльність
Коли новий корпус фізики в Сент-Ендрюсі почав працювати в 1965 році, збільшення кількості студентів спонукало Джека створити «Раду студентів і співробітників». Це була перша організація такого роду в університеті та одна з найперших у Великобританії. Студенти також відповідали за організацію анкети, яка роздавалася всім студентам наприкінці кожного лекційного курсу, для коментарів та критики. Рада надала студентам участь в управлінні факультетом. Оскільки студентська профспілка знаходилася на деякій відстані від нової будівлі, для студентської вітальні було спроєктовано невеликий магазин і кухню.
У 1970 році він провів подібну кампанію, щоб включити студентів до університетського суду. Спочатку була опозиція, але згодом вдалося добитися, щоб в Суді було двоє студентів, які мають бути рівними з іншими членами Суду, маючи повне право голосу та не виключаючи жодних справ.

### Демонстрації з фізики
Аллен не проводив багато практичних експериментальних досліджень, коли приїхав до Сент-Ендрюса, але його експериментальні таланти були спрямовані на демонстрації, зокрема, для супроводу лекцій на першому курсі з механіки, властивостей матерії, тепла та термодинаміки. Демонстрації були нескладними, прямими та чітко видимими із задньої частини великого лекційного залу. Наприклад, для вихрових кілець він побудував вихрову гармату зі смітника, яка могла стріляти кільцями діаметром 15–20 см, щоб задувати свічки на відстані 4–5 м або направлятися в аудиторію, щоб здивувати та розтріпати волосся.
У 1972 році він почав знімати фільми про надплинність. Першою проблемою, яку потрібно було подолати, було те, що через дуже низький показник заломлення було важко побачити поверхню рідини. У найвдалішому варіанті хороші результати дало світло з циліндричною лінзою. Було не тільки знято фонтан рідкого гелію, але й видно межу розділу між HeI і HeII і продемонстровано різку різницю в теплопровідності.
Протягом приблизно 10 років було створено п'ять різних версій демонстрації надплинності, оскільки було включено більше ефектів і покращено візуалізацію. Копії його фільму про надплинний гелій розійшлися по всьому світу. Він також створив фільми про надпровідність, зокрема про зникнення опору, ефект Мейснера та закріплення магнітного потоку.

### Національна та міжнародна діяльність
Після свого призначення на кафедру натуральної філософії Аллен відвідав близько 3000 засідань комітетів і головував на понад 1000 з них протягом 50-річного періоду. Він був членом останнього Департаменту ради з наукових і промислових досліджень, перш ніж він перетворився на Раду з наукових досліджень, членом Комітету з фізики якого він був. Він був одним із ініціаторів і членів-засновників, а також був головою Постійної конференції професорів фізики Великобританії та Комітету шотландських професорів фізики.
Аллен брав активну участь в організації міжнародних конференцій. Відразу після війни, у 1946 році, він організував першу післявоєнну міжнародну конференцію з фізики на тему «Низькі температури та елементарні частинки». У 1968 році він організував конференцію з низьких температур у Сент-Ендрюсі, щоб відсвяткувати сторіччя виявлення гелію на Сонці та ювілей рідкого гелію, сконденсованого Камерлінг-Оннесом в 1908 році. Він також організував школу SUSSP-НАТО «The helium liquids» у Сент-Ендрюсі в 1974 році. Його останньою зустріччю з низьких температур у Сент-Ендрюсі була сімдесят п'ята ювілейна конференція в 1983 році.
На міжнародній арені він був членом, а потім головою Комісії з дуже низьких температур Міжнародного союзу теоретичної та прикладної фізики (IUPAP) з 1966 по 1969 рік.

### Пам'ятні дошки
Аллен зацікавився вимірюванням Невілєм Маскеліном у 1774 році універсальної гравітаційної сталої, використовуючи метод притягання гір, на симетричній горі Шігалліон поблизу озера Лох-Раннох. За фінансової допомоги Королівського товариства та Королівського астрономічного товариства він спроєктував пам'ятний камінь і меморіальну дошку та наказав встановити їх біля підніжжя стежки на гору в Брейс-оф-Фосс. Меморіальну дошку було урочисто відкрито у квітні 1983 року Ендрю Гакслі.
Він продовжував встановлювати меморіальні дошки в Сент-Ендрюсі видатним діячам, пов'язаним з містом, за підтримки Фонду збереження Сент-Ендрюса. Серед відзначених були релігійні дисиденти Патрік Гамільтон і Джордж Вішарт, фізики та математики Джеймс Грегорі, Девід Брюстер і Джеймс Девід Форбс, а також Віллі та Лорі Охтерлоні, відомі гравці в гольф і засновники гольф-клубів.

### Останні роки
Після виходу на пенсію в 1978 році Аллен вів дуже активне листування з колишніми колегами, перевіряючи минулі події та коментарі до статей, які з'являлися в пресі. Він продовжував щоденно їздити на кафедру на велосипеді майже до самої смерті, доки не захворів і не провів три місяці в лікарні. Додому він так і не повернувся. Коли він зрозумів, що більше не може піклуватися про себе, він вирішив переїхати в будинок престарілих в Елі, Файф, де й помер 22 квітня 2001 року.

### Родина
У вересні 1933 року Джек одружився з Гелен Ельфрід Хібент, яка походила з менонітів і була донькою хірурга з Вінніпега. У них був один прийомний син, який став бізнесменом у Кембриджі. Їхній шлюб розпався в 1947 році, коли Джек переїхав з Кембриджа в Сент-Ендрюс.

## Нагороди та визнання
- 1929 — стипендія Канадської національної дослідницької ради
- 1945 — член Фізичного товариства (нині Інститут фізики)
- 1948 — член Единбурзького королівського товариства
- 1948 — член Американського фізичного товариства
- 1949 — член Королівського товариства
- 1979 — почесний доктор наук, доктор наук Манітобського університету
- 1994 — почесний доктор наук, доктор наук, Університет Геріот-Ватт, Единбург
- 2020 — меморіальна нагорода за фундаментальний внесок у наукові відкриття, Манітобський університет